# Pachylomalus perroti
Pachylomalus perroti är en skalbaggsart som beskrevs av Cooman 1938. Pachylomalus perroti ingår i släktet Pachylomalus och familjen stumpbaggar. Inga underarter finns listade i Catalogue of Life.